# Peperomia perciliata
Espèce
Peperomia perciliata est une espèce de plantes à fleurs du genre des pépéromies et de la famille des Piperaceae. C'est une plante succulente originaire des régions tropicales de Colombie.

## Description
Cette petite plante possède des feuilles ovales de deux à trois centimètres d'un vert brillant aux inflorescences blanches ou beiges avec des tiges rougeâtres.